# Catenaccio

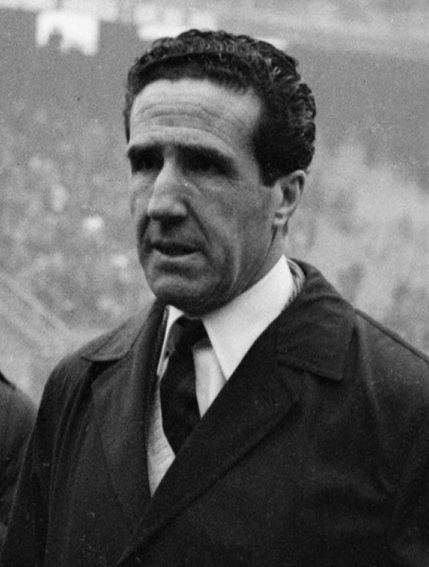
Helenio Herrera, uno de los máximos exponentes del catenaccio.

El catenaccio (Pronunciación en italiano: [kateˈnattʃo]) o cerrojo italiano es un sistema táctico de fútbol, de creación italiana, poniendo un marcador delante de la línea de tres atacantes contrarios. Los italianos lo fueron mejorando llevando un líbero detrás de la línea de cuatro. El italiano Nereo Rocco y el argentino Helenio Herrera fueron los grandes exponentes de este sistema. El catenaccio es criticado principalmente por su «falta de fútbol» y su destrucción dentro del terreno de juego aunque aún es muy utilizado por los técnicos.

## Origen del término
Catenaccio significa literalmente «cerrojo» en italiano, lo que refleja perfectamente su proyección dentro del campo de juego. El destacado periodista italiano Giani Brera fue el primero en nombrar y referirse al sistema de Rocco con ese nombre, justificándola como «una supuesta desventaja física de los italianos, fruto de la posguerra, donde había que replegarse, defenderse y atacar de contragolpe».

## Historia

### Antecedentes delcatenaccio
El catenaccio italiano fue influenciado por el sistema verrou («cadena» en francés) inventado por el entrenador austríaco Karl Rappan. Como entrenador de la selección de Suiza en los años 1930 y 1940, Rappan utilizó una figura en la defensa conocida como el verrouilleur, posicionado justo por delante del portero. El sistema verrou de Rappan, propuesto en 1932 cuando era entrenador del Servette, fue implementado con cuatro defensas fijos, jugando un estricto sistema de marcaje hombre a hombre, además de un creador de juego en el centro del campo que jugó la pelota junto a dos extremos en el centro del campo.
La táctica de Rappan fue modificar la alineación de 2-3-5 de la época, retrocediendo a los dos medios abiertos, formando así una defensa de cuatro hombres. Al hacer esto, quedaba solo un hombre en medio campo, por lo que también decidió retroceder a los dos delanteros de los extremos, lo que creó un esquema de 4-3-3. Debido a que retrocedió a 2 delanteros, solo el mediocampista tenía un rol defensivo, que le provocaba un gran desgaste físico. La solución fue retrasar a todo el equipo con asignaciones defensivas. Como los rivales jugaban con tres delanteros, en defensa siempre sobraría un jugador, el cual se convirtió en un defensa libre denominado «líbero». El sistema sería un éxito en Italia, particularmente en equipos menores; pero no fue hasta que Helenio Herrera lo implementó en un equipo grande que el sistema se volvió paradigmático.
El técnico francés Robert Accard fue el primer entrenador en introducir la figura del líbero en la táctica en el fútbol cuando dirigía al Olympique de Charleville-Mézières, club en el que militaba Helenio Herrera como jugador por aquel entonces. Este término fue conocido en francés como béton («hormigón»).
Desde 1947 el entrenador soviético Aleksandr Abramov puso en práctica los conceptos de Rappan en el Krylia Sovetov Samara. El estilo de Abramov mejoró la preparación física de los jugadores y se aseguraba de que todos los jugadores tienen tiempo para participar en la defensa y en ataque. De esta forma el Krylia Sovetov resistió con éxito ante los equipos más fuertes del fútbol soviético. Esta táctica fue posteriormente conocida como Volga clip por periodistas y aficionados.

### Elcatenaccioitaliano
Los conceptos de Rappan fueron adaptados en el fútbol italiano por el técnico Giuseppe Viani cuando entrenaba al Salernitana. En 1947 logró el ascenso a Serie A con el Salernitana mientras Nereo Rocco dibujaba tácticas muy similares en el Triestina en la temporada 1947-48, influenciado por el entrenador húngaro József Bánás que le dirigió en el Padova en 1941.
La táctica de Rocco, a menudo referido como «el verdadero catenaccio», fue mostrado por primera vez en 1947 con el Triestina: el modo de operación más común era una formación 1-3-3-3 con un enfoque de equipo estrictamente defensivo. Con el catenaccio, el Triestina terminó el torneo de la Serie A en un sorprendente segundo lugar, solo superado por el Torino, el histórico equipo conocido como «Grande Torino». Algunas variaciones incluyen las formaciones 1-4-4-1 y 1-4-3-2. Posteriormente, Rocco continuó con su estilo en el AC Milan campeón de Italia y de Europa en los años 1960.
La innovación clave del catenaccio fue la introducción de la función de un líbero que se colocaba detrás de una línea de tres defensores. El papel del líbero era recuperar balones sueltos, anular al delantero centro rival y ejercer de doble marca cuando fuese necesario. Otra innovación importante fue el contraataque, basado principalmente en pases largos desde la defensa.
Helenio Herrera ya había aprendido los conceptos embrionarios de lo que fue el catenaccio durante su etapa como futbolista en el fútbol francés a las órdenes de Robert Accard. En 1960 llegó al Inter como entrenador y estableció cuatro defensores que hacían un marcaje al hombre muy férreo, mientras que un jugador de más, el líbero, recogería cualquier balón suelto que escapase de la cobertura de los defensores. El énfasis de este sistema en el fútbol italiano dio lugar a la aparición de muchas de las principales figuras mundiales que llegaron a ser algunos defensores italianos. Sin embargo, a pesar de las connotaciones defensivas, Herrera afirmó poco antes de su muerte que el sistema era más ofensivo de lo que generalmente se pensaba, diciendo que: «el problema es que la mayoría de la gente que me copiaron me copian erróneamente. Se olvidaron de incluir los principios de ataque que mi catenaccio incluía. Tuve a Picchi como líbero, sí, pero también tenía Facchetti, el primer lateral que anotó tantos goles como un delantero».

## Características del estilo de juego
El catenaccio es una táctica netamente defensiva, de la escuela italiana de fútbol, ideada por Nereo Rocco. Pensada para no sufrir riesgos, introduce la marca hombre a hombre en cada parte del campo y el empleo sistemático del líbero, un defensor de emergencia sin obligaciones de marca que juega detrás de la línea de los defensores. Adoptar la marca a hombre con el líbero significa en muchos casos matar el espectáculo y cortar en el nacimiento cada iniciativa del adversario, tornando el juego poco atractivo para los espectadores. Sin embargo, le ha entregado numerosos títulos internacionales al fútbol italiano, como el Mundial de 1982.
Los directores técnicos que lo practican buscan contar con un buen portero que resista los embates, ocho o nueve jugadores defensivos y uno o dos delanteros que tengan gran velocidad. Generalmente, los clubes recurren al catenaccio cuando sufren expulsiones o algún jugador se lesiona. La inferioridad numérica ante el adversario muchas veces les obliga a defenderse.

## Equipos más representativos del estilo de juego
- La selección de fútbol de Argentina, campeona del mundo en 1986 y subcampeona del mundo en 1990, bajo el mandato de Carlos Bilardo.
- La selección de fútbol de Italia en la década de los 60, donde consiguió ganar la Eurocopa 1968 bajo el mandato de Ferruccio Valcareggi.
- El Club Estudiantes de La Plata. Tricampeón de América y campeón del mundo bajo la dirección técnica de Osvaldo Zubeldía
- El Atlético de Madrid de Helenio Herrera.
- El Inter de Milán de Helenio Herrera (bicampeón del mundo en 1964 y 1965).
- La Milan de Nereo Rocco.
- El Boca Juniors, campeón de las Copas Libertadores 1977 y 1978 y de la Copa Intercontinental de 1978, bajo la dirección técnica del Toto Lorenzo.
- El Valencia de Héctor Cúper que llegó a dos finales de la Liga de Campeones de la UEFA en los años 2000 y 2001, siendo en ambas subcampeón.
- La selección de fútbol de Grecia durante la Eurocopa 2004, donde consiguió el título.
- El Once Caldas durante la Copa Libertadores 2004, donde consiguió el título ganándole en la final al Boca Juniors de Carlos Bianchi en los penaltis.
- La selección de fútbol de Paraguay, que clasificó a las copas Mundiales de 1998, 2002, 2006 y 2010, y que llegó a la final de la Copa América 2011 sin ganar ningún partido.
- El Atlético de Madrid de Diego Simeone como entrenador (que perdura hasta la actualidad), consiguiendo ser campeones de la Primera División de España, la Liga Europa de la UEFA y la Supercopa de la UEFA, y subcampeones de Liga de Campeones de la UEFA en dos ocasiones.
- El Independiente Santa Fe durante la Copa Sudamericana 2015, donde consiguió el título.
- El club mexicano Tigres bajo la dirección del técnico Ricardo Ferretti en los últimos años ha conseguido varios títulos de Liga MX con este estilo de juego, entre ellos los torneos Apertura 2011, A'2015, A'2016,  A'2017 y Clausura 2019 así como la Liga de Campeones de la Concacaf 2020 y el subcampeonato en el Copa Mundial de Clubes de la FIFA 2020.
- La selección de fútbol de Francia de Didier Deschamps, con la que ganó el Mundial de Rusia 2018. Jugando con 4 defensas y 3 mediocentros defensivos, 2 plenamente defensivos y el tercero con una aportación ofensiva algo mayor aprovechando su dominio físico.
- El Atlético Paranaense durante la Copa Sudamericana 2018, la Copa de Brasil 2019 y la Copa Suruga Bank 2019 donde en todas consiguió el título.
- La selección de fútbol sub-20 de Colombia de Arturo Reyes logró el cuarto puesto en el Sudamericano Sub-20 2019 para clasificar al Mundial Sub-20 2019.
- El Palmeiras 2020-2021, dirigido por el portugués Abel Ferreira, campeón de 2 Copas Libertadores de forma consecutiva.
- El Real Madrid 2023-2024, dirigido por el italiano Carlo Ancelotti, campeón de la Liga de Campeones de la UEFA 2024 y la Primera División de España 2023-24.